# Wittes
Wittes és un municipi francès situat al departament del Pas de Calais i a la regió dels Alts de França. L'any 2007 tenia 813 habitants.

## Demografia

### Població
El 2007 la població de fet de Wittes era de 813 persones. Hi havia 268 famílies de les quals 43 eren unipersonals (31 homes vivint sols i 12 dones vivint soles), 79 parelles sense fills, 130 parelles amb fills i 16 famílies monoparentals amb fills.
La població ha evolucionat segons el següent gràfic:
Habitants censats

### Habitatges
El 2007 hi havia 289 habitatges, 276 eren l'habitatge principal de la família, 1 era una segona residència i 12 estaven desocupats. Tots els 289 habitatges eren cases. Dels 276 habitatges principals, 229 estaven ocupats pels seus propietaris, 42 estaven llogats i ocupats pels llogaters i 5 estaven cedits a títol gratuït; 2 tenien dues cambres, 29 en tenien tres, 65 en tenien quatre i 180 en tenien cinc o més. 236 habitatges disposaven pel capbaix d'una plaça de pàrquing. A 104 habitatges hi havia un automòbil i a 157 n'hi havia dos o més.

### Piràmide de població
La piràmide de població per edats i sexe el 2009 era:
| Homes | Edats   | Dones |
| ----- | ------- | ----- |
| 0     | 95 o +  | 0     |
| 0     | 90 a 94 | 1     |
| 3     | 85 a 89 | 3     |
| 2     | 80 a 84 | 4     |
| 4     | 75 a 79 | 7     |
| 8     | 70 a 74 | 9     |
| 8     | 65 a 69 | 11    |
| 9     | 60 a 64 | 7     |
| 5     | 55 a 59 | 12    |
| 25    | 50 a 54 | 22    |
| 29    | 45 a 49 | 24    |
| 39    | 40 a 44 | 27    |
| 31    | 35 a 39 | 27    |
| 31    | 30 a 34 | 31    |
| 18    | 25 a 29 | 18    |
| 20    | 20 a 24 | 15    |
| 28    | 15 a 19 | 31    |
| 33    | 10 a 14 | 32    |
| 37    | 5 a 9   | 29    |
| 20    | 0 a 4   | 27    |

## Economia
El 2007 la població en edat de treballar era de 574 persones, 403 eren actives i 171 eren inactives. De les 403 persones actives 361 estaven ocupades (212 homes i 149 dones) i 42 estaven aturades (22 homes i 20 dones). De les 171 persones inactives 46 estaven jubilades, 60 estaven estudiant i 65 estaven classificades com a «altres inactius».

### Ingressos
El 2009 a Wittes hi havia 293 unitats fiscals que integraven 871,5 persones, la mediana anual d'ingressos fiscals per persona era de 16.034 €.

### Activitats econòmiques
Dels 13 establiments que hi havia el 2007, 1 era d'una empresa extractiva, 4 d'empreses de construcció, 2 d'empreses de comerç i reparació d'automòbils, 3 d'empreses d'hostatgeria i restauració, 1 d'una empresa d'informació i comunicació i 2 d'empreses immobiliàries.
Dels 5 establiments de servei als particulars que hi havia el 2009, 1 era un guixaire pintor, 1 fusteria, 1 electricista i 2 restaurants.
L'únic establiment comercial que hi havia el 2009 era una adrogueria.
L'any 2000 a Wittes hi havia 6 explotacions agrícoles.

## Equipaments sanitaris i escolars
El 2009 hi havia una escola elemental.

## Poblacions més properes
El següent diagrama mostra les poblacions més properes.